# 須藤功
須藤 功（すとう いさお、1955年10月 - ）は、日本の経済学者。学位は、経済学博士（名古屋大学）。明治大学政治経済学部教授。専門は、西洋史・財政学・金融論・経済史で、特に、アメリカ経済史の研究で知られる。長野県出身 。

## 経歴
- 1982年 横浜国立大学修士経済学研究科修了
- 1985年 名古屋大学大学院経済学研究科博士単位取得満期退学
- 1985年 名古屋大学経済学部助手
- 1988年 名古屋工業大学工学部専任講師
- 1991年 名古屋工業大学工学部助教授
- 1996年 名古屋市立大学人文社会学部助教授
- 1998年 経済学博士（名古屋大学）（論文タイトルは『アメリカ巨大企業体制の成立と銀行：連邦準備制度の成立と展開』[1]）
- 2003年 明治大学政治経済学部教授
- 上記の間、ヴァージニア大学客員研究員（1991-1992）、ニュー・サウス・ウェールズ大学客員研究員（1999年）

## 受賞歴
- 1997年 第2回アメリカ学会・清水博賞（『アメリカ巨大企業体制の成立と銀行』名古屋大学出版会）
- 2009年 連合駿台会学術賞（『戦後アメリカ通貨金融政策の形成』名古屋大学出版会）

## 著書
- 1987年 「合衆国貨幣市場の国際的位置と連邦準備制度の成立」（藤瀬浩司・吉岡昭彦編『国際金本位制と中央銀行政策』第5章）(名古屋大学出版会)
- 1993年 「現代アメリカ合衆国」(ミネルヴァ書房)
- 1994年 「世界大不況と国際連盟」(名古屋大学出版会)
- 1996年 「ニューディール期アメリカにおける銀行の組織化」（権上康男・廣田明・大森弘喜編『20世紀資本主義の生成―自由と組織化―』第8章）(東京大学出版会)
- 1997年 「アメリカ巨大企業体制の成立と銀行―連邦準備制度の成立と展開」(名古屋大学出版会)
- 1998年 「戦後アメリカの対外通貨金融政策と欧州決済同盟の創設」（廣田功・森建資編『戦後再建期のヨーロッパ経済―復興から統合へ』第10章）(日本経済評論社)
- 2000年 「新訂増補 アメリカを知る事典」(平凡社)
- 2003年 「アメリカ経済史の新潮流」(慶應義塾大学出版会)
- 2003年 「大恐慌とアメリカの金融規制―規制型資本主義と銀行」（安部悦生編『金融規制はなぜ始まったのか―大恐慌と金融制度の改革―』第1章）(日本経済評論社)
- 2005年 「アメリカにおける地域社会と銀行―ニューディールから現代へ」（明治大学政治経済学部創設百周年記念叢書刊行委員会編『アメリカの光と闇』所収）(御茶の水書房)
- 2006年 「金融グローバリゼーションの前と後―アメリカの銀行はどう変わったか？」（秋元英一・小塩和人編『豊かさと環境』シリーズ・アメリカ研究の越境 第3巻、第9章）(ミネルヴァ書房)
- 2006年 「アメリカ新自由主義の系譜―ニューディール金融政策と初期シカゴ学派」（権上康男編『新自由主義と戦後資本主義』第4章）(日本経済評論社)
- 2007年 「1930年代」（上川孝夫・矢後和彦編『国際金融史』第3章）(有斐閣)
- 2008年 「戦後アメリカ通貨金融政策の形成―ニューディールから「アコード」へ」(名古屋大学出版会)
- 2008年 「アメリカ経済経営史事典」（James S. Olson, Susan Wladaver-Morgan著、土屋慶之助、小林健一、須藤功監訳、折原卓美、三瓶弘喜、松本幸男、柳生智子訳）（創風社）